# Magisterium
Magisterium is een serie van fantasieromans van Holly Black en Cassandra Clare.  De serie draait rond de tovenaar Callum Hunt die zal worden ingewijd in de school Magisterium. 
De eerste roman, The Iron Trial, werd in september 2014 uitgebracht door Scholastic. Het is gepubliceerd in het Nederlands in november 2014 onder de titel Magisterium: De IJzerproef.

## Boeken
- De IJzerproef (2014)
- De Koperen Vuist (2015)
- De Bronzen Sleutel (2016)
- Het Zilveren Masker (2017)
- De Gouden Toren (2018)

## Verfilming
Constantin Film kocht de filmrechten in 2012.  Black en Clare zullen zelf het script schrijven en de uitvoerende producenten zijn.